# Коста Бачелега (Империја)
Коста Бачелега је насеље у Италији у округу Империја, региону Лигурија.
Према процени из 2011. у насељу је живело 58 становника. Насеље се налази на надморској висини од 451 м.